# Katoliške cerkve vzhodnega obreda
Katoliške cerkve vzhodnega obreda (tudi uniatske cerkve, vzhodna liturgija, liturgija vzhodnega obreda ali grkokatoliške cerkve) je oznaka za skupino 23 vzhodnih krščanskih avtonomnih (sui iuris) posebnih Cerkva, ki priznavajo katoliški nauk in vrhovno oblast papeža in so v polnem občestvu z Rimskokatoliško cerkvijo. Čeprav se teološko, liturgično in zgodovinsko razlikujejo od latinske cerkve, so vse v polnem občestvu z njo in med seboj. Vzhodni katoličani so manjšina znotraj Katoliške cerkve; od 1,3 milijarde katoličanov v občestvu s papežem jih je približno 18 milijonov članov vzhodnih cerkva. Največ vzhodnih katoličanov je v vzhodni Evropi, vzhodni Afriki, na Bližnjem vzhodu in v Indiji. Od leta 2022 je sirsko-malabarska cerkev največja vzhodnokatoliška cerkev, sledi ji ukrajinska grškokatoliška cerkev.
Delijo se na uniatske cerkve, ki imajo pravoslavno liturgijo, in na orientalne cerkve, ki imajo liturgije starih predkaledonskih in monofizitskih cerkva.

## Zgodovina
Prizadevanja za enotnost vzhodne in zahodne cerkve so leta 1439 pripeljala do Firenškega koncila. Pri vzhodnih cerkvah si je zato prizadeval bizantinski cesar Ivan VIII. Paleolog, pri zahodni cerkvi pa so pobude izvirale iz Basla. Na koncilu so z bulo papeža Evgena IV. Laetentur coeli svečano razglasili zedinjenje, vendar so že leta 1443 aleksandrijski in jeruzalemski patriarh, skupaj s cezarejskim metropolitom preklicali koncilske sklepe, podpisnike pa razglasili za krivoverce. Firensko zedinjenje je kljub neuspehu pripomoglo k združevanju nekaterih vzhodnih cerkvenih skupnosti z Rimom, Armencev leta 1439, Koptov 1442, Sircev 1444, Maronitov 1445, Rusinov 1596. T.i. uniatsko gibanje je na Hrvaškem leta 1611 privedlo do povezovanja pravoslavnih »prebegov« in »uskokov«, ki so prebivali na območju Karlovca in Varaždina.

## Seznam
Seznam zajema cerkve, ki so priznane s strani Vatikana kot katoliške cerkve vzhodnega obreda:
| Obred                | Cerkev                                           | Območje pastorale |
| -------------------- | ------------------------------------------------ | ----------------- |
| Aleksandrijski obred | Koptska katoliška cerkev (كنيسةللأقباط الكاثولي) | Egipt             |
|                      | Etiopska katoliška cerkev                        | Etiopija          |

| Obred             | Cerkev                              | Območje pastorale          |
| ----------------- | ----------------------------------- | -------------------------- |
| Antiohijski obred | Maronitska cerkev                   | Sirija, Libanon, Palestina |
|                   | Sirska katoliška cerkev             | Sirija, Libanon, Palestina |
|                   | Sirsko-malankarska katoliška cerkev | Sirija, Libanon, Palestina |

| Obred          | Cerkev                    | Območje pastorale |
| -------------- | ------------------------- | ----------------- |
| Armenski obred | Armenska katoliška cerkev | Armenija          |

| Obred                | Cerkev                             | Območje pastorale |
| -------------------- | ---------------------------------- | ----------------- |
| Vzhodni sirski obred | Kaldejska katoliška cerkev         | Sirija            |
|                      | Sirsko-malabarska katoliška cerkev | Sirija            |

Grkokatoliške cerkve:
| Obred             | Cerkev                                                                                          | Območje pastorale                        |
| ----------------- | ----------------------------------------------------------------------------------------------- | ---------------------------------------- |
| Bizantinski obred | Albanska bizantinska katoliška cerkev                                                           | Albanija                                 |
|                   | Beloruska grkokatoliška cerkev                                                                  | Belorusija                               |
|                   | Bolgarska grkokatoliška cerkev                                                                  | Bolgarija                                |
|                   | Grška katoliška cerkev                                                                          | Grčija                                   |
|                   | Hrvaška grkokatoliška cerkev (tudi Križevska)                                                   | Slovenija, Hrvaška, Bosna in Hercegovina |
|                   | Ukrajinska grkokatoliška cerkev                                                                 | Ukrajina, Poljska tudi del Avstralije    |
|                   | Rutenska katoliška cerkev                                                                       | Romunija, Ukrajina, Moldavija            |
|                   | Slovaška grkokatoliška cerkev                                                                   | Slovaška                                 |
|                   | Madžarska bizantinska katoliška cerkev                                                          | Madžarska                                |
|                   | Italo-albanska katoliška cerkev                                                                 | Albanija, Italija                        |
|                   | Makedonska grkokatoliška cerkev                                                                 | Severna Makedonija                       |
|                   | Romunska grkokatoliška cerkev, povezana z Rimom (Biserica Română Unită cu Roma, Greco-Catolică) | Romunija                                 |
|                   | Ruska bizantinska katoliška cerkev                                                              | Rusija, Belorusija, Ukrajina             |
|                   | Melkitska grkokatoliška cerkev                                                                  | Bližnji vzhod                            |

## Grkokatoliki v Sloveniji
V Sloveniji so se grkokatoliki (uniati) pojavili v 16. stoletju, toda nikoli se ni vzpostavila velika skupnost, je pa prišlo do delne združitve med uskoškimi Srbi (samostan Stara Marča 1611 in Žumberak na Gorjancih 1611), za katere je bila 1777 ustanovljena eparhija (škofija) v Križevcih na Hrvaškem, v okvir katere spadajo tudi grkokatoličani v Sloveniji. Eparhija Križevci je sufraganska škofija Nadškofije Zagreb.
V Sloveniji sta dve grkokatoliški cerkvi: cerkev sv. Cirila in Metoda v Metliki in v Dragah pri Suhorju. Na vrhu Gorjancev (Trdinov vrh) so sicer tudi obnovljene razvaline grkokatoliške cerkve svetega Elije ob razvalinah rimskokatoliške podružnice sv. Jere (Gere).